# Juan de los Reyes Vargas
Juan de los Reyes Vargas, apodado el Indio, fue un caudillo que participó activamente en la Guerra de Independencia de Venezuela. Nació en o cerca del caserío de Uriche (actual Estado Lara) en el 6 de enero de 1780 o de 1785, hijo de José Santelíz, un isleño (canario) que vivía en río Tocuyo, y de una india de la etnia jirahara. Fue criado en Siquisique por su padrastro Cecilio Vargas, de quien tomó su apellido.

## Biografía
Inició su vida militar en 1810 formando parte del ejército expedicionario de Francisco Rodríguez del Toro (1761-1851). No obstante su origen mestizo, fue convencido por el clérigo y coronel Andrés Torellas, quien era partidario del bando realista, para que participe en la lucha a favor de dicha causa. Reyes Vargas obtuvo notoriedad por su alzamiento en Siquisique contra la causa republicana el día 15 de marzo de 1812, a la cabeza de 200 fusileros y 100 flecheros, todos indios o mestizos y proclamar su lealtad al rey Fernando VII de España (1784-1833), uniéndose a la fuerza expedicionaria de infantes de marina comandada por el capitán de fragata Domingo Monteverde (1773-1832), que arribó a Siquisique el 17 de marzo y fue recibido con vivas y vítores por parte de los locales. Por ello, Monteverde, además de conceder a dicha población el título de «Leal Villa», nombró a Vargas «capitán urbano de los naturales de Siquisique».
Este alcanzaría más tarde el grado de coronel e incluso, por su apoyo a la causa de la Corona, la categoría de caballero de la Orden de Carlos III y como «caballero del hábito cruzado».
Rápidamente se volvió el caudillo más importante de la región centro-occidental de Venezuela, líder indiscutido de indios y mestizos, derrotó y decapitó a los rebeldes que encontraba en su paso por Falcón, Lara y Trujillo. Monteverde había sido enviado por el brigadier José Ceballos, gobernador de Coro, con 1.500 hombres a unirse a la guerrilla del Indio Vargas, que había alcanzado el millar de miembros. En muchas regiones de Hispanoamérica seguían siendo muy usadas armas como «el arco y la flecha, hondas con piedras, la macana, arcabuco, lanza y fusil», especialmente en las variopintas formaciones de milicianos e indios. Otros movimientos contrarrevolucionarios populares estallaban en otras partes de Venezuela, los llaneros de Eusebio Antoñanzas (1770-1813) de Calabozo y San Juan de los Morros. La convergencia de estas fuerzas, el terremoto de 1812 y la rebelión de esclavos propiciaran el final de la Primera República.
Combatió en varias acciones en contra de los republicanos. Durante la Segunda República de Venezuela la región coriana permaneció en manos monárquicas, produciéndose una serie de combates que mermaron seriamente las fuerzas de los indios locales. El 13 de septiembre de 1813 fue derrotado en el combate de Cerritos Blancos, por el coronel Ramón García Sena. El 21 de enero de 1814 derrotó a las fuerzas del general Rafael Urdaneta en el combate de Baragua. El 24 de diciembre de 1815 se enfrentó y venció en La Ceibita al comandante republicano Francisco Colmenares. Tras la revolución del Trienio Liberal, Reyes Vargas, quien tenía sus tropas concentradas en Barinas, se pasa a las filas independentistas como lo harían también otros caudillos realistas hispanoamericanos.
Simón Bolívar consideró de gran importancia para la naciente república hacerse con los servicios de un militar como él y por ello le conservó su grado de coronel dentro de las fuerzas republicanas. Reyes Vargas fue entonces designado especialmente para tomar parte en la conquista de Coro. El 12 de julio de 1821, Bolívar le ordenó desde San Carlos que se encargara del mando de Carora. Derrotó en Baragua a las tropas realistas al mando del coronel Lorenzo Morillo el 1 de octubre de 1821 y nuevamente el 16 de enero de 1822. Reyes Vargas fue llevado bajo engaño a Carora por el coronel patriota y amigo personal Reyes González el Cojo, a manos de quien murió asesinado a machetazos el 28 de marzo de 1823.